# МЦ 111
МЦ-111 — советское и российское двуствольное ружьё. Это ружьё высшего класса, которое изготавливалось только в штучном исполнении, очень дорогой подарок высшего класса, преподносилось в дар руководителям государств.

## История
Создано в 1968 году в ЦКИБ СОО авторским коллективом под руководством И. М. Михалёва в составе М. И. Скворцова, Н. С. Рыжова и А. П. Глинского. Предлагалось на экспорт.
В 1988 году было объявлено о намерении производить ружья МЦ-111 под патрон 20-го калибра, однако сведений о существовании таких ружей не имеется[уточнить].

## Конструкция
МЦ-111 — ружьё с горизонтальным расположением стволов.
Ударный механизм с внутренними курками. Бойки возвратные, выполнены отдельно от курков и вмонтированы во втулки (брандтрубки). Спусковой механизм может иметь два спусковых крючка или один универсальный с переключателем очерёдности выстрелов.
Рабочее поджатие боевых пружин осуществляется при взведении курков в процессе открывания стволов. Стволы ружья отъёмные, изготовлены из высококачественной легированной стали. Ложа из ореховой древесины. Гильзы выдвигаются и выбрасываются из патронников отдельными выталкивателями. Предохранитель запирает спусковые крючки, имеется перехватыватель курков.
Наружные поверхности металлических деталей украшены гравировкой и рельефной чеканкой.
На штуцеры МЦ 111-07 и МЦ 111-09 помимо открытого прицела может устанавливаться кронштейн для крепления оптического прицела.

## Модификации
- МЦ-111-01 — ружьё 12 калибра с одним спусковым крючком[5].
- МЦ-111-07 — двуствольный штуцер с нарезными стволами под патроны 7,62 × 54 мм R[2] с четырьмя правосторонними нарезами. Производился с 1982 года[5].
- МЦ-111-09 — двуствольный штуцер с нарезными стволами под патроны 9 × 53 мм R[2]
- МЦ-111-12 — ружьё под патрон 12/70[2] с двумя спусковыми крючками[5]